# Castillo de Eutin

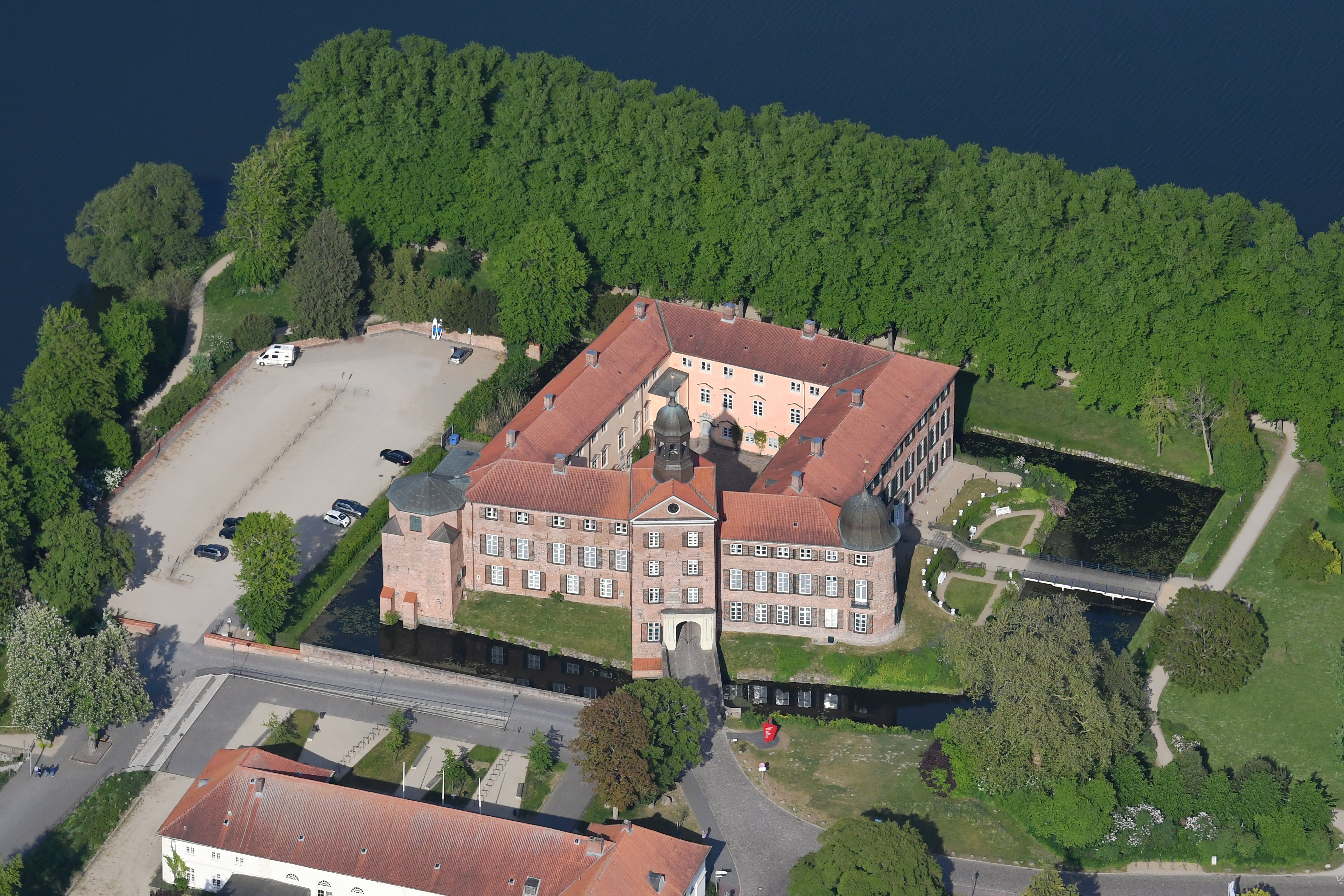
Vista aérea del Palacio de Eutin

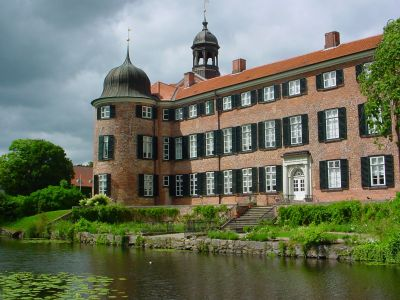
La fachada al jardín del ala sur.

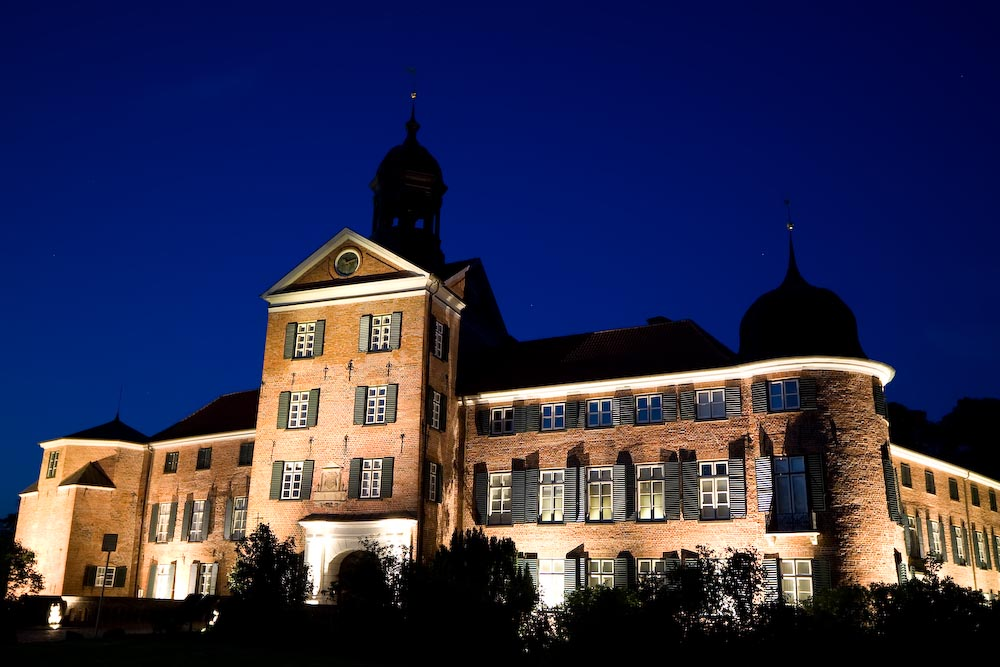
El Palacio de Eutin iluminado.

El castillo de Eutin o palacio de Eutin (en alemán: Schloss Eutin; tradicionalmente Eutiner Schloss) en un schloss ubicado en el municipio de Eutin, distrito de Ostholstein en el norte de Alemania. Sirve como centro cultural y núcleo de la misma ciudad y, conjuntamente con los palacios de Gottorf y Glucksburgo, forma parte de los edificios cortesanos seculares más importantes en el estado federado de Schleswig-Holstein.

## Descripción
El edificio de cuatro alas se originó a partir de un castillo medieval y fue ampliado a lo largo de los siglos hasta alcanzar la categoría de Residencia (Residenz). Originalmente pertenecía a los príncipes-obispos de Lübeck, y más tarde se convirtió en residencia de verano de los duques de Oldemburgo. Hasta el siglo XX estuvo habitado regularmente, y la mayor parte del interior ha sobrevivido hasta nuestros días. Ahora pertenece a la fundación de la familia encabezada por el duque Cristián de Oldemburgo. El antiguo jardín barroco fue transformado durante los siglos XVIII y XIX en un parque ajardinado; este es el lugar donde se celebran los festivales de Eutin.
Alrededor del complejo hay un foso de agua (aún lleno), y sus dominios están además flanqueados al norte y al este por el gran lago de Eutin (Großer Eutiner See), por lo que se considera un castillo rodeado de agua.

## Pabellón de caza
Un pequeño pabellón de caza de estilo barroco tardío en el Ukleisee pertenece al castillo de Eutin. El pabellón fue construido en 1776 a cierta distancia del edificio a instancias de Federico Augusto I de Sajonia con el propósito de proporcionar un pabellón de una sola planta para fiestas de caza e invitados que asistieran en ocasiones especiales.